# Григорян Єгіше Петросович
Єгіше Петросович Григорян (1902, село Магавуз Джеванширського повіту Єлизаветпольської губернії, тепер село Чардагли Тертерського району, Азербайджан — ?) — радянський партійний діяч, 1-й секретар Нагірно-Карабаського обласного комітету КП Азербайджану. Депутат Верховної ради Азербайджанської РСР. Депутат Верховної Ради СРСР 2-го і 4-го скликань.

## Життєпис
Народився в селянській родині. Працював у сільському господарстві, навчався в сільській школі. У 1920 році вступив до комсомолу.
Член ВКП(б) з 1925 року.
З 1927 по 1937 рік — навчався в місті Баку та, одночасно, працював в Аздортрансі; інструктор виконавчого комітету Нагірно-Карабахської обласної ради; завідувач організаційного відділу Шушинського районного комітету КП(б) Азербайджану НКАО; голова робітничого комітету, секретар комітету КП(б) Азербайджану «Каучукпромгоспу» в Нагірно-Карабахській автономній області; прокурор району в Нагірно-Карабахській автономній області; секретар Дизацького районного комітету КП(б) Азербайджану НКАО; завідувач відділу культури та пропаганди ленінізму Нагірно-Карабахського обласного комітету КП(б) Азербайджану. До 1938 року — секретар Степанакертського районного комітету КП(б) Азербайджану НКАО.
У 1938—1941 роках — головний редактор азербайджанської республіканської газети «Комуніст» (вірменською мовою).
У 1941—1942 роках — секретар Бакинського міського комітету КП(б) Азербайджану з легкої промисловості.
13 березня 1942 — 1946 року — 1-й секретар Нагірно-Карабаського обласного комітету КП(б) Азербайджану.
У 1946—1948 роках — заступник завідувача відділу будівництва та виробництва будівельних матеріалів ЦК КП(б) Азербайджану.
У 1948—1950 роках — заступник завідувача відділу партійних, профспілкових та комсомольських органів ЦК КП(б) Азербайджану.
У 1950—1952 роках — завідувач планово-фінансово-торговельного відділу ЦК КП(б) Азербайджану.
У 1952 — грудні 1958 року — 1-й секретар Нагірно-Карабаського обласного комітету КП Азербайджану.
Подальша доля невідома.

## Нагороди
- орден Леніна (.11.1943)
- орден Вітчизняної війни ІІ ст. (1945)
- орден Трудового Червоного Прапора
- орден «Знак Пошани» (27.04.1940)
- медалі